# 남여주 나들목
남여주 나들목(S.Yeoju IC)은 경기도 여주시 세종대왕면 광대리와 오계리에 걸쳐 있는 중부내륙고속도로의 27번 나들목이다. 나들목 진출입로는 가남읍 본두리와 접하고 있다. 2013년 6월 27일에 개통되었으며, 지방도 제333호선을 통해 가남읍, 여주시내로 진출할 수 있다.

## 연혁
- 2010년 12월 16일 : 2012년까지 나들목 신설을 위해 여주군 도시계획시설 교통광장에 능서면 오계리 일원을 남여주 나들목으로 고시[1]
- 2013년 6월 27일 : 나들목 개통[2]

## 구조물 정보
- 위치: 경기도 여주시 세종대왕면 광대리, 오계리
- 영업소: 경기도 여주시 세종대왕면 중부내륙고속도로 270

## 접속하는 도로
- 지방도 제333호선 (여주남로)

## 교통량 정보
| 요금소          | 통행량 (대/일) | 통행량 (대/일) | 통행량 (대/일) | 통행량 (대/일) | 통행량 (대/일) | 통행량 (대/일) | 통행량 (대/일) | 통행량 (대/일) | 통행량 (대/일) | 통행량 (대/일) | 각주  |
| 요금소          | 2001년         | 2002년         | 2003년         | 2004년         | 2005년         | 2006년         | 2007년         | 2008년         | 2009년         | 2010년         | 각주  |
| --------------- | -------------- | -------------- | -------------- | -------------- | -------------- | -------------- | -------------- | -------------- | -------------- | -------------- | ----- |
| 남여주 (폐쇄식) | 미개통         | 미개통         | 미개통         | 미개통         | 미개통         | 미개통         | 미개통         | 미개통         | 미개통         | 미개통         | [ 3 ] |
| 요금소          | 2011년         | 2012년         | 2013년         | 2014년         | 2015년         | 2016년         | 2017년         | 2018년         | 2019년         |                | [ 3 ] |
| 남여주 (폐쇄식) | 미개통         | 미개통         | 2,263          | 2,933          | 3,651          | 4,172          | 4,498          | 4,211          | 4,419          |                | [ 3 ] |